# Lynn Automobile Company
Lynn Automobile Company war ein US-amerikanischer Hersteller von Automobilen.

## Unternehmensgeschichte
Das Unternehmen wurde 1902 in Lynn in Massachusetts gegründet. Anfang 1903 wurde die Malden Automobile Company aus Malden in Massachusetts übernommen. Im gleichen Jahr begann die Produktion von Automobilen. Der Markenname lautete Lynn. Noch 1903 endete die Produktion. Insgesamt entstanden nur wenige Fahrzeuge.

## Fahrzeuge
Im Angebot standen Dampfwagen. Sie basierten auf den Modellen von Malden. Der Malden hatte einen Dampfmotor mit zwei Zylindern.